# Липовка (Сосновське сільське поселення)
Ли́повка (рос. Липовка) — присілок у складі Шарканського району Удмуртії, Росія.

## Населення
Населення — 22 особи (2010; 35 у 2002).
Національний склад станом на 2002:
- удмурти — 91 %

## Урбаноніми[3]
- вулиці — Ставкова